# 昝夫人
昝夫人（?—?），嫁给成汉开国皇帝李雄的叔叔李骧，生下一子李寿，李寿后来在338年夺得成汉皇位，称汉皇帝。追尊父李骧为献帝，母昝氏为太后。其后昝太后事迹不详。